# Ancora una volta
Ancora una volta (Once and Again) è una serie televisiva statunitense creata da Marshall Herskovitz e Edward Zwick, già creatori delle serie TV Thirtysomething e My So-Called Life, andata in onda sulla ABC dal 1999 al 2002. La serie è incentrata sulla storia d'amore tra Rick Sammler e Lily Manning, due genitori divorziati che vanno a convivere assieme ai rispettivi figli, tra problemi quotidiani e i turbamenti adolescenziali dei propri figli, sapranno tenere vivo il loro amore.
Una particolarità della serie, sono le interviste realizzate in bianco e nero, dove ogni singolo personaggio racconta in prima persona propri pensieri alla telecamera.
La serie è stata candidata a svariati Golden Globe, Sela Ward ha vinto un Emmy Award e un Golden Globe per la miglior attrice in una serie drammatica e Billy Campbell si è aggiudicato un People's Choice Award. Le musiche sono di W.G. Snuffy Walden.
Trasmessa per la prima volta in Italia da Rai 2 nel 2003, in seguito furono trasmesse le repliche su Fox Life dal 2004 e da RaiSat Premium nel 2006.
Attualmente è in onda su Rai4 sul portale RAI del digitale terrestre.

## Trama
L'architetto Rick Sammler conosce e si innamora della proprietaria di una libreria, Lily Manning, entrambi divorziati si conoscono nella scuola frequentata dai rispettivi figli. Quando decidono di andare a vivere assieme, con i rispettivi figli, iniziano i piccoli problemi quotidiani, dettati dal nuova convivenza e dalla problematiche dei loro figli. Il figlio di Rick, Eli, deve affrontare i suoi problemi di dislessia, mentre la giovane Jesse vive i turbamenti della pubertà. La convivenza tra Rick e Lily viene complicata ulteriormente dall'arrivo della sorella di lei, Judy, e dai loro rispettivi ex coniugi, Jake ex-marito di Lily e Karen ex-moglie di Rick.

## Episodi
| Stagione         | Episodi | Prima TV originale | Prima TV Italia |
| ---------------- | ------- | ------------------ | --------------- |
| Prima stagione   | 22      | 1999-2000          | 2003            |
| Seconda stagione | 22      | 2000-2001          |                 |
| Terza stagione   | 19      | 2001-2002          |                 |

## Cast

### Cast principale
- Sela Ward - Elizabeth 'Lily' Manning
- Billy Campbell - Richard 'Rick' Sammler
- Jeffrey Nordling - Jake Manning
- Susanna Thompson - Karen Sammler
- Shane West - Eli Sammler
- Julia Whelan - Grace Manning
- Evan Rachel Wood - Jessie Sammler
- Meredith Deane - Zoe Manning
- Marin Hinkle - Judy Brooks
- Todd Field - David Cassilli (2ª stagione e ricorrente in seguito)
- Ever Carradine - Tiffany Porter (2º e 3ª stagione)
- Jennifer Crystal Foley - Christie Parker (2ª stagione)
- David Clennon - Miles Drentell (2ª stagione)
- Steven Weber - Samuel Blue (3ª stagione, ricorrente nella 1ª stagione)

### Cast ricorrente
- Kimberly McCullough - Jennifer
- Kelly Coffield - Naomi Porter
- James Eckhouse - Lloyd Lloyd
- Paul Mazursky - Phil Brooks
- Bonnie Bartlett - Barbara Brooks
- Mark Feuerstein - Leo Fisher
- Alexandra Holden - Cassidy
- Patrick Dempsey - Aaron Brooks
- Audrey Marie Anderson - Carla Aldrich
- Mark Valley - Will Gluck
- D.B. Sweeney - Graham Rympalski
- Marco Gould - Spencer Lewicki
- Eric Stoltz - August Dimitri
- Paul Dooley - Les Creswell
- Mischa Barton - Katie Singer
- Natasha Gaty - Alexa
- Adam Brody - Coop
- James Lafferty - Tad